# 山田菜々美
山田 菜々美（やまだ ななみ、1999年〈平成11年〉2月9日 - ）は、日本のYouTuber。元アイドルであり、女性アイドルグループ・AKB48の元メンバーである。兵庫県出身。1児の母親。

## 略歴
2014年、『AKB48 Team 8 全国一斉オーディション』に兵庫県代表として合格。2015年9月1日よりチームAとの兼任が開始された。2018年4月2日より兼任先がチームKに変更された。
2016年6月1日に発売されたAKB48 44thシングル「翼はいらない」でシングル表題曲において初選抜となる。
2018年5月から6月にかけて投票が実施された「AKB48 53rdシングル 世界選抜総選挙」では95位にランクインし、世界選抜総選挙記念枠に選出された。
同年8月、初主演映画『黒看』（クロカン）が公開される。
2018年10月10日、体調不良により、AKB48の活動を休止することが発表される。
2019年2月に復帰したが、4月20日に劇場公演で卒業することを発表し、6月22日に行われたAKB48劇場での卒業公演をもってAKB48から卒業した
。同年10月から、チーム8の同僚であった谷川聖と共に「やまりんチャンネル」を立ち上げYouTuber活動を行っている。
2021年11月24日、自身のYouTubeチャンネルにて結婚と妊娠を発表した。
2022年4月23日、自身のInstagramで第1子男児を出産したことを発表。

## AKB48での参加楽曲

### シングル選抜楽曲
- 「心のプラカード」に収録
  - 47の素敵な街へ - 「Team 8」名義
- 「希望的リフレイン」に収録
  - 制服の羽根 - 「Team 8」名義
- 「Green Flash」に収録
  - 挨拶から始めよう - 「Team 8」名義
- 「僕たちは戦わない」に収録
  - 汚れている真実 - 「チーム8選抜」名義
- 「唇にBe My Baby」に収録
  - やさしい place - 「Team A」名義
  - あまのじゃくバッタ - 「Team 8」名義
- 「君はメロディー」に収録
  - M.T.に捧ぐ - 「横山Team A」名義
- 翼はいらない
  - Set me free - 「Team A」名義
  - 夢へのルート - 「Team 8」名義
- 「ハイテンション」に収録
  - 抑えきれない衝動 - 「ウェイティングサークル」名義
  - 思春期のアドレナリン - 「Team 8 WEST」名義
- 「願いごとの持ち腐れ」に収録
  - 点滅フェロモン
- 「11月のアンクレット」に収録
  - 生きることに熱狂を! - 「Team 8」名義
- 「Teacher Teacher」に収録
  - 終電の夜 - 「Team K」名義
  - 蜂の巣ダンス - 「Team 8」名義
- 「センチメンタルトレイン」に収録
  - 波が伝えるもの - 「第10回世界選抜総選挙記念枠」名義
- 「ジワるDAYS」に収録
  - Generation Change - 「AKB48カップリング選抜」名義

### アルバム選抜楽曲
『ここがロドスだ、ここで跳べ!』に収録
- へなちょこサポート - 「Team 8」名義

『0と1の間』に収録
- Clap - 「Team A」名義
- 一生の間に何人と出逢えるのだろう - 「Team 8」名義

## 出演

### テレビ番組
- 趣味バカ（2015年11月7日 - 2018年9月29日、不定期出演、サンテレビ）[16]

### テレビドラマ
- 日曜ワイド 山村美紗サスペンス 狩矢父娘シリーズ 19「京都・どうぶつツアー殺人事件」（2017年9月24日、テレビ朝日）[17] - 橘優子（「ユリカ&優子」時代） 役

### 劇場ドラマ
- Jumping Time（2018年10月27日、渋谷シダックスカルチャーホール） - 主演・羽佐間秋乃 役[18]

### 映画
- 黒看（2018年8月4日、チャンス イン） - 主演・麻間利江 役[19][20]

### 舞台
- リーディングシアター「恋工場」（2016年9月24日、ベルサール渋谷ガーデン Cホール）[21]
- 劇団れなっち「ロミオ&ジュリエット」（2018年5月9日 - 13日、AiiA 2.5 Theater Tokyo） - ラインハルト 役（黒組）[22]
- チーム8単独舞台「KISS KISS KISS」（2018年7月19日 - 22日、天王洲 銀河劇場）[23]

### ラジオ
- AKB48 Team 8 今夜は帰らない…（2017年4月3日 - 2019年4月15日、CBCラジオ） - 西軍軍師（隔週メインパーソナリティー）[24][25]
- リッスン? 2-3（2018年1月4日 - 25日、文化放送） - 月間パーソナリティー[26]

### CM
- 第98回全国高等学校野球選手権 兵庫県大会決勝（2016年7月15日 - 、サンテレビ） - 番宣CM[27]

### ネット配信
- AKBラブナイト 恋工場 第22話「同じ屋根の下」（2016年7月7日、ビデオパス・テレ朝動画） - 主演・あかり 役[28]

## 書籍

### 雑誌連載
- LOVE berry（2015年12月25日 - 2017年4月28日、徳間書店） - モデル[29]